# Jonathan Wilson (acteur)
 (septembre 2018).
Si vous disposez d'ouvrages ou d'articles de référence ou si vous connaissez des sites web de qualité traitant du thème abordé ici, merci de compléter l'article en donnant les références utiles à sa vérifiabilité et en les liant à la section « Notes et références ».
Jonathan Wilson est un acteur, artiste de doublage, comédien de théâtre et dramaturge canadien. Il est connu pour sa pièce de 1996 My Own Private Oshawa, comédie semi-autobiographique qui évoque son enfance en tant que gay à Oshawa en Ontario. La pièce a été adaptée en film par les productions Sandra Faire, film qui a remporté un prix au Festival International de Film & Video de Colombus en 2002, avant d'être diffusé sur CTV en 2005.

## Biographie
Jonathan Wilson a été membre de The Second City de Toronto au début des années 1990. Il a collaboré avec les anciens membres de The Second City Kathy Greenwood et Ed Sahely pour la pièce Not to Be Repeated, comédie d'improvisation en deux actes. Le spectacle a par la suite été développé en série courte pour la télévision, This Sitcom Is...Not to Be Repeated, pour The Comedy Network en 2001.
Jonathan Wilson a également prêté sa voix à de nombreux personnages de dessins animés dans Mia et moi, Petit Ours, Harry et Son Seau Plein de Dinosaures, Totally Spies!, Skatoony, Camp Lakebottom, Yin Yang Yo!, Get Ed : livraison express, BeyWheelz, Iggy Arbuckle, Miss Spider Sunny Patch Amis. Il a eu des rôles récurrents dans les séries TV Traders, Sue Thomas, l'œil du FBI et This is Wonderland, des rôles au cinéma dans House, Ralph, Une journée à New York, PCU, Rubber Carpet, Brain Candy et des rôles dans les spectacles sur scène Le Projet Laramie, Le Roi lion, et Le Cœur Normal. Il a remporté un Prix Dora Mavor Moore pour sa performance en tant que Timon dans Le Roi lion.

## Pièces
- 34 Calibre Testing (1990)
- My Own Private Oshawa (1996)
- Kilt (2000)
- Well (2002)
- That Gay Guy (2008)